# Phylacium bracteosum
Phylacium bracteosum är en ärtväxtart som beskrevs av John Johannes Joseph Bennett. Phylacium bracteosum ingår i släktet Phylacium och familjen ärtväxter. Inga underarter finns listade i Catalogue of Life.